# Johann Eduard Wappäus

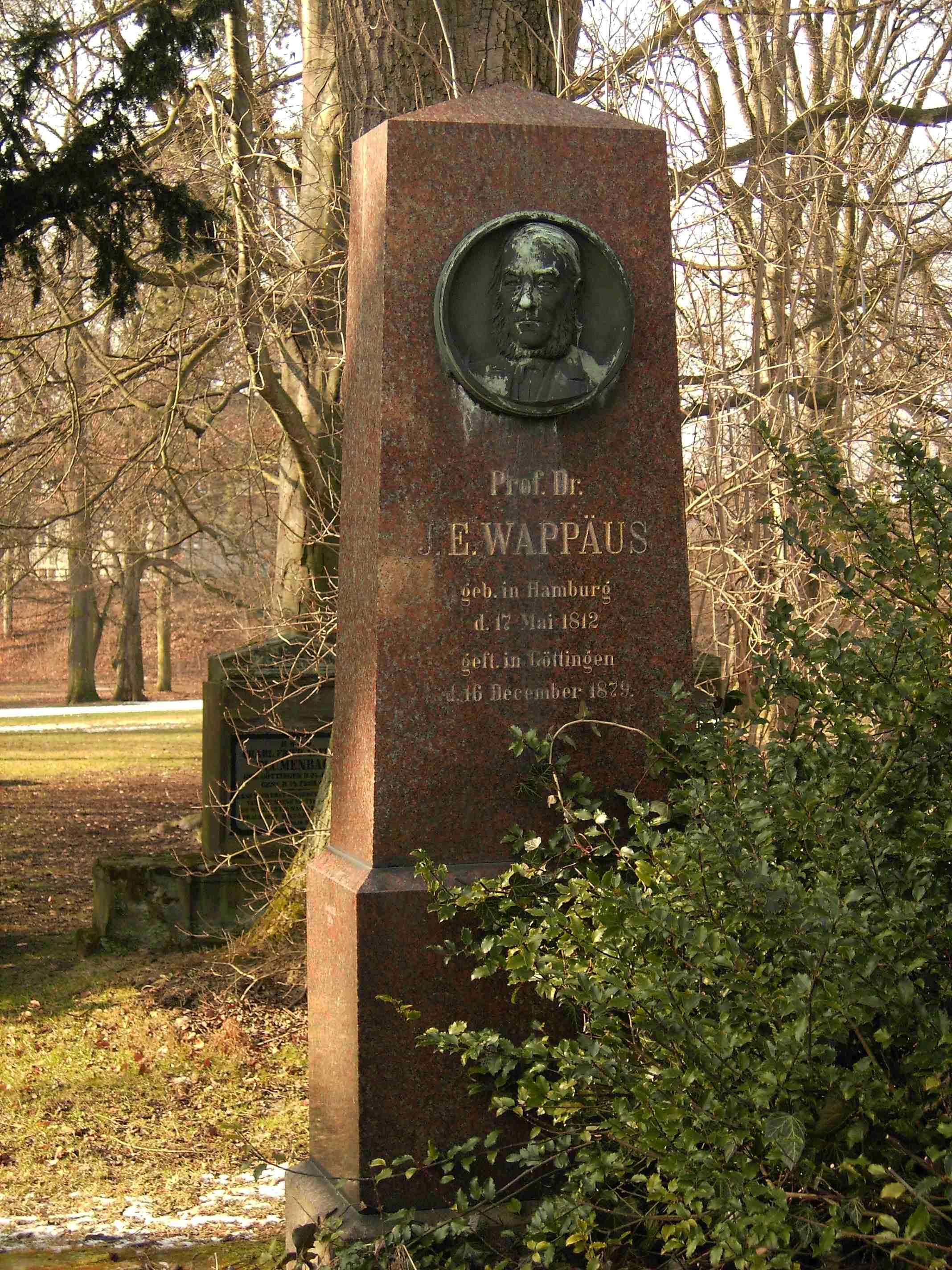
Wappäus gravställe på Albanikirchhof i Göttingen.

Johann Eduard Wappäus, född 17 maj 1812 i Hamburg, död 16 december 1879 i Göttingen, var en tysk geograf och statistiker. 
Skeppredarsonen Wappäus studerade 1830-31 vid lantbruksakademien i Möglin, därefter vid universiteten i Göttingen och Berlin, där han var en av geografen Carl Ritters mest hängivna lärjungar. Av hälsoskäl gjorde han 1833-34 en resa i tropiska länder, varunder han besökte Azorerna, Kap Verde och Brasilien. Frukterna av denna resa framträdde i hans avhandling om portugisernas upptäcktsresor under Henrik Sjöfararen samt i hans senare omfångsrika arbeten över Amerika, särskilt Sydamerika. Han var även under många år Argentinas konsul i Tyska riket. Efter hemkomsten blev han 1836 filosofie doktor i Göttingen på en avhandling på latin om havsströmmarna, fortsatte därefter sina studier i Bonn och Paris samt etablerade sig 1838 som privatdocent i Göttingen, där han sedan under mer än fyrtio år var en framgångsrik lärare och 1845 blev extra ordinarie och 1854 ordinarie professor.
Wappäus blev redaktör för utgivningen av sjunde upplagan av Christian Gottfried Daniel Steins och Ferdinand Hörschelmanns stora "Handbuch der Geographie und Statistik", vilken han utvidgade till en verklig geografisk-statistisk encyklopedi. Åt detta arbete ägnade han ett kvarts sekel av sin levnad och skrev däri själv den allmänna avdelningen liksom specialbeskrivningen över Amerika. Under samma tid redigerade han i många år Göttingische gelehrte Anzeigen. Efter att under flera år ha föreläst över befolkningsstatistiken utgav han 1859-61 sitt berömda arbete Allgemeine Bevölkerungsstatistik, vilket länge förblev denna vetenskaps huvudverk. Han gav även den svenska befolkningsstatistiken ett varmt erkännande.
De politiska händelserna 1866 berörde Wappäus djupt, både som stortysk patriot och som trogen anhängare till det furstehus (Hannover), av vilket Göttingens universitet stiftats. Efter denna tid drog han sig alltmer tillbaka från det offentliga livet.